# Jacobs (Unternehmerfamilie)
Jacobs ist der Name einer deutschen Unternehmerfamilie, die aus Borgfeld (Bremen) stammt. Die Familie ist in Borgfeld ab 1581 nachweisbar. Johann Jacobs wurde Kaufmann und eröffnete 1895 in Bremen einen Kolonialwarenladen, der unter anderem mit Kaffee und Tee, Kakao und Schokolade handelte. Das Unternehmen wurde von seinem Neffen Walther J. Jacobs ab 1958 weitergeführt. Im Jahre 1982 fusionierte Jacobs Kaffee mit der Schweizer Interfood AG, zu der Tobler und Suchard zählten. Jacobs Suchard wurde 1990 von Klaus J. Jacobs an Kraft Foods verkauft, um seine Geschwister auszuzahlen.
Heute ist die Familie vor allem mit dem Schokoladenhersteller Barry Callebaut (30 % Anteil) und mit dem Zeitarbeitsunternehmen Adecco verbunden. Andreas Jacobs ist seit 2005 im Verwaltungspräsidium von Barry Callebaut. Die Familie zählt mit einem Vermögen von etwa 11,2 Milliarden Euro zu den reichsten Deutschen.
Louise Jacobs, eine Enkelin von Walther J. Jacobs, veröffentlichte 2006 eine Familiengeschichte. Sie beschreibt auch die Linie der sephardisch-jüdischen Familie Jessurun, die wegen der Nationalsozialisten emigrieren musste.

## Genealogie
- Daniel Jacobs (1839–1908) verheiratet mit Adelheid (1838–1871)
  - Johann Jacobs (1869–1958)
  - Jacob Jacobs (1866–1952)
    - Walther J. Jacobs (1907–1998) und Lore
      - Klaus Johann Jacobs (1936–2008)
        - Johan Christian Jacobs (geboren 1962)[7]
        - Andreas Jacobs (geboren 1963)[2][7]
        - Lavinia Jacobs (geboren 1980)[7]
        - Nicolas Jacobs (geboren 1982)[7]
        - Philippe Jacobs (geboren 1984)[7]
        - Nathalie Jacobs (geboren 1985)

      - Bärbel Jacobs (geboren 1939)
      - Petra Stelling geborene Jacobs (* 1943)
      - Jens Jacobs (geboren 1947) und Margit Grobin
        - Louise Jacobs (geboren 1982)